# Casarile
Casarile là một đô thị ở tỉnh Milano, vùng Lombardia của Italia, khoảng15 km về phía tây nam củaMilano. Đến thời điểm ngày 31 tháng 12 năm 2004, đô thị này có dân số 3.637 người và diện tích 7.3 km².
Casarile giáp các đô thị: Lacchiarella, Vernate, Binasco, Rognano, Giussago.